# Acantholimon macranthum
Acantholimon macranthum är en triftväxtart som beskrevs av Karl Heinz Rechinger och Mogens Engell Köie. Acantholimon macranthum ingår i släktet Acantholimon och familjen triftväxter. Inga underarter finns listade i Catalogue of Life.